# Йожеф Тертеї
Йожеф Тертеї (серб. Jožef Tertei; нар. 5 травня 1960, Сента, Воєводина) — югославський борець греко-римського стилю, срібний призер чемпіонату світу, чемпіон, срібний та бронзовий призер чемпіонатів Європи, чемпіон Середземноморських ігор, бронзовий призер Балканських ігор, бронзовий призер Балканського чемпіонату, бронзовий призер Олімпійських ігор.

## Життєпис
Виступав за спортивні клуби «РК Сента» Сента та «Партизан» Белград. 10-разовий чемпіон Югославії.

## Спортивні результати на міжнародних змаганнях

### Виступи на Олімпіадах
| Змагання                    | Збірна    | Вагова категорія                  | Місце  |
| --------------------------- | --------- | --------------------------------- | ------ |
| Літні Олімпійські ігри 1984 | Югославія | греко-римська боротьба, до 100 кг | Бронза |
| Літні Олімпійські ігри 1988 | Югославія | греко-римська боротьба, до 100 кг | 5      |

### Виступи на Чемпіонатах світу
| Змагання                        | Збірна    | Вагова категорія                  | Місце  |
| ------------------------------- | --------- | --------------------------------- | ------ |
| Чемпіонат світу з боротьби 1982 | Югославія | греко-римська боротьба, до 100 кг | 5      |
| Чемпіонат світу з боротьби 1983 | Югославія | греко-римська боротьба, до 100 кг | Срібло |
| Чемпіонат світу з боротьби 1985 | Югославія | греко-римська боротьба, до 100 кг | 5      |
| Чемпіонат світу з боротьби 1987 | Югославія | греко-римська боротьба, до 100 кг | 5      |

### Виступи на Чемпіонатах Європи
| Змагання                         | Збірна    | Вагова категорія                  | Місце  |
| -------------------------------- | --------- | --------------------------------- | ------ |
| Чемпіонат Європи з боротьби 1981 | Югославія | греко-римська боротьба, до 100 кг | 6      |
| Чемпіонат Європи з боротьби 1982 | Югославія | греко-римська боротьба, до 100 кг | Бронза |
| Чемпіонат Європи з боротьби 1983 | Югославія | греко-римська боротьба, до 100 кг | 6      |
| Чемпіонат Європи з боротьби 1986 | Югославія | греко-римська боротьба, до 100 кг | Золото |
| Чемпіонат Європи з боротьби 1987 | Югославія | греко-римська боротьба, до 100 кг | 4      |
| Чемпіонат Європи з боротьби 1988 | Югославія | греко-римська боротьба, до 100 кг | Срібло |

### Виступи на Середземноморських іграх
| Змагання                    | Збірна    | Вагова категорія                  | Місце  |
| --------------------------- | --------- | --------------------------------- | ------ |
| Середземноморські ігри 1983 | Югославія | греко-римська боротьба, до 100 кг | Золото |

### Виступи на Балканських іграх
| Змагання             | Збірна    | Вагова категорія                 | Місце  |
| -------------------- | --------- | -------------------------------- | ------ |
| Балканські ігри 1979 | Югославія | греко-римська боротьба, до 90 кг | Бронза |

### Виступи на Балканських чемпіонатах
| Змагання                              | Збірна    | Вагова категорія                  | Місце  |
| ------------------------------------- | --------- | --------------------------------- | ------ |
| Балканський чемпіонат з боротьби 1980 | Югославія | греко-римська боротьба, до 100 кг | Бронза |

### Виступи на інших змаганнях
| Змагання                           | Збірна    | Вагова категорія                  | Місце  |
| ---------------------------------- | --------- | --------------------------------- | ------ |
| Гран-прі Німеччини з боротьби 1981 | Югославія | греко-римська боротьба, до 100 кг | 6      |
| Гран-прі Німеччини з боротьби 1982 | Югославія | греко-римська боротьба, до 100 кг | 5      |
| Золотий Гран-прі з боротьби 1987   | Югославія | греко-римська боротьба, до 100 кг | Бронза |
| Гран-прі Німеччини з боротьби 1987 | Югославія | греко-римська боротьба, до 100 кг | Срібло |
| Гала гран-прі FILA 1987            | Югославія | греко-римська боротьба, до 100 кг | 4      |

### Виступи на змаганнях молодших вікових груп
| Змагання                                       | Збірна    | Вагова категорія                 | Місце |
| ---------------------------------------------- | --------- | -------------------------------- | ----- |
| Чемпіонат Європи з боротьби серед юніорів 1980 | Югославія | греко-римська боротьба, до 90 кг | 6     |